# Institut pro křesťansko-demokratickou politiku
Institut pro křesťansko-demokratickou politiku, z. ú. (zkráceně IKDP) je think-tank založený v roce 2015 politickou stranou KDU-ČSL. Orgány IKDP jsou správní rada, mezinárodní rada a ředitel.
Institut spravuje podobnou agendu strany, jako v období první republiky existující kulturní organizace Lidová akademie.

## Činnost
IKDP se zaměřuje na témata tradičně křesťansko-demokratické. Podle svých stránek se zaměřuje na čtyři tematické okruhy:
- Rodinná politika
- Zelená politika
- Restart Česka
- Proevropská politika

Jako jednu ze svých hlavních činností uvádí pořádání kulatých stolů, seminářů, konferencí. Publikuje komentáře, odborné podklady, doporučení a odborné analýzy.

## Spolupráce
IKDP je členem Wilfried Martens Centre for European Studies. Spolupracuje např. s tuzemským TOPAZem a zahraničním Konrad-Adenauer-Stiftung.

## Složení orgánů IKDP
Ředitel: Jan Šmídek
Správní rada: Marek Orko Vácha, Pavel Hořava, Marian Jurečka, Pavel Svoboda, Petr Hladík, Jan Bartošek, Šárka Jelínková
Mezinárodní rada: Iveta Radičová, Jerzy Buzek, Petr Pithart, Georg Milbradt
Výkonný tým: Jan Šmídek, Jana Šandlová Vlčková, Fay Frydrýnová, Tomáš Konečný
Externí pracovníci: Anežka Fuchsová, Marián Sekerák